# Трети украински фронт
Трети украински фронт (на украински: Третій Український фронт) е фронт на Червената армия по време на Втората световна война.
Създаден е на 20 октомври 1943 г. на основата на заповед на Ставката от 16 октомври 1943 г. чрез преименуване на Югоизточния фронт. Състои се от 1-ва гвардейска армия, 8-а гвардейска армия, 6-а, 12-а и 46-а армии и 17-а въздушна армия. По-късно включва 5-а ударна, 4-та и 9-а гвардейски армии, 26-а, 27-а, 28-а, 37-а, петдесет и седма армия, Шеста гвардейска танкова армия и първа българска армия, втора българска армия и четвърта българска армия. Дунавската флотилия също е назначена към оперативния контрол на фронта. Това включва и 83-та морска пехотна бригада.

## Запорожка и Днепропетровска офанзивни операции
В първата половина на октомври 1943 г. Югоизточният фронт (Трети украински фронт от 20 октомври) командван от армейски генерал Родион Малиновски получава задачата да атакува немската Линия „Пантер – Вотан“ и по-късно обезопасява левия бряг на Днепър на линията Изюм-Днепропетровск по време на Битката при Днепър. Първият опит да се установи предмостие не успява. Три пехотни армии: 8-а гвардейска армия, 3-та гвардейска армия и 12-а армия и два корпуса 1-ви гвардейски механизиран корпус и 23-ти танков корпус със 17-а въздушна армия, която осигурява въздушната подкрепа са използвани за новата атака.
На 10 октомври 1943 г. Осма гвардейска армия под командването на Василий Чуйков започва атаката, а танковия корпус се включва на 13 октомври. Дванадесета армия атакува от север, а 3-та гвардейска армия от юг от Запорожието. Германците отстъпват от Запорожието, унищожавайки релсов мост над Днепъл зад себе си.
На 23 октомври Малиновски, който иска да превземе Днепропетровск и да приклещи 1-ва танкова армия в източната част на завоя на река Днепър, вкарва новопристигналата 46-а армия в битката. Заедно с осма гвардейска армия двете армии се опитват да приклещят немските сили на западния бряг на Днепър между Днепропетровск и Днепроджерзинск, мястото на Днепърската водноелектрическа централа. Частите на 46-а армия се опитват да стигнат до централата навреме, за да предотвратят разрушаването на язовира от оттеглящите се немски войски. На 25 октомври Днепропетровск е превзет, но някои от съоръженията на язовира са частично унищожени.
По същото време Втори украински фронт под командването на Иван Конев атакува към Кривой рог от север със седма гвардейска армия, но първа танкова армия на Вермахта е спасена за момента, тъй като нападението на Конев над Кривой рог е спряно при река Ингулец на север от Херсон. Николай Ватутин, командващият Първи украински фронт, разположен на север от Полтава, изпраща пета гвардейска танкова армия, която прониква северно от Кривой рог и е задържана само от упоритата съпротива на немските защитници и дължината на логистичната опашка. Двете операции позволяват на двата фронта да създадат единично предмостие при Кременчук-Днепропетровск, което се разширява към Запорожието поради пробива на линията Вотан от Южния фронт.
По-късно части на шеста армия завземат предмостия южно от Запорожието и до края на декември заедно с Втори украински фронт задържат Днепърската главна стратегическа твърдина.
След освобождаването на десния бряг на Украйна войските на Трети украински фронт в сътрудничество с тези на Четвърти украински фронт провеждат Никополско-Криворожката настъпателна операция през 1944 г. и завземат района Ингулец, където през март-април започват атака по посока на региона Николаев-Одеса. След като провежда Березнеговато-Снигиревската операция фронта разчита само на себе си за атака на Одеса.
Преди Одеската офанзива Трети украински фронт получава значителни подкрепления. След това вече се състои от 7 армии: 5-а ударна армия, 6-а армия, 8-а гвардейска армия, 28-а армия, 37-а армия, 46-а армия и 57-а армия. Малиновски също така сформира кавалерийско-механизирана група, състояща се от четвърти гвардейски кавалерийски корпус и 4-ти механизиран корпус под командването на генерал-лейтенант Плиев. Целта е порт Николаев и голямото черноморско пристанище Одеса.
Атаката започва на 6 март 1944 г., когато съветските войски форсират реките Ингулец, Висун и Ингул. Те помагат на Черноморския флот в завършването на освобождаването на южна Украйна. Освен това се освобождава голяма част от Молдовската ССР и се превземат части от десния бряг на Днестър, включително предмостието Кицкански.

## Бойни действия в района на Балканите, Унгария и Австрия (1944 – 1945)
През август 1944 г. Трети украински фронт участва във Втората яшко-кишиневска операция, която води до освобождаването на цялата Молдовска ССР, а Румъния обявява война на Германия.
На 8 септември съветските войски влизат в България. На следващия ден в страната е осъществен преврат, който довежда на власт Отечествения фронт, а страната обявява война на Германия. От 28 септември до 20 октомври 1944 г. Трети украински фронт в сътрудничество с Югославската народна освободителна армия и с помощта на българската армия провежда Белградската операция, в резултат на което са освободени Белград и по-голямата част от Сърбия.
От октомври 1944 до февруари 1945 г. частите на Трети украински фронт участват в Битката за Будапеща заедно с 46-а армия. Неговите войски пресичат Дунава и установяват предмостие на десния бряг на реката. През януари 1945 г. отблъскват контраатаки на германците, които се опитват да освободят обсадените си части в Будапеща, а през март участват s 57-а армия и Първа българска армия в Балатонската операция, контраофанзива, която разбива немските войски в района на езерото Балатон както и в проведените от Първа българска армия командвана от генерал Владимир Стойчев действаща в състава на Трети фронт като негов съюзник Дравска операция от 6 до 19 март 1945 г. и Мурска операция от 29 март до 14 април 1945 г. Успешното завършване на тази битка прави възможно началото на Виенската операция която почва още на 16 март заедно с Втори украински фронт, който служи като ляво крило. След това силите на фронтовете и сражаващата се с тях съюзна българска армия завършват овладяването на Унгария и изгонват немските войски в източните части на Австрия, като Първа българска армия завзема Каринтия където се среща с 3 та британска армия, а съветските Трети фронт и Втори фронт завземат столицата ѝ Виена.
На 15 юни 1945 г. на основата на директива на Ставката от 29 май 1945 г. фронтът се разпуска и реорганизира като Южна група на войските. Двадесет и шеста армия е обединена с 37-а армия в това ново съединение. През юли е издадена и заповед за изтегляне на Първа българска армия и Съветските войски.

## Командване
Командващи войските:
- армейски генерал Родион Малиновски (20 октомври 1943 – 15 май 1944);
- армейски генерал (маршал от 12 септември 1944 г.) Фьодор Толбухин (15 май 1944 – 15 юни 1945).

Членове на Военния съвет:
- генерал-лейтенант, (генерал-полковник от 12 септември 1944 г.) Алексей Желтов (15 май 1944 – 15 юни 1945).
- генерал-майор от интенданската служба (генерал-лейтенант от интендантската служба от 18 април 1945 г.) Владимир Лайок (15 май 1944 – 15 юни 1945).

Началници на щаба:
- генерал-лейтенант Феодосий Корженевич (октомври 1943 – май 1944);
- генерал-лейтенант, (генерал-полковник от май 1944 г.) Сергей Бирюзов (май – октомври 1944);
- генерал-лейтенант, (генерал-полковник от април 1945 г.) Семьон Иванов (октомври 1944 – до края на войната).

### Командващи съюзнически войски действували съвместно в бойните действия с Трети Украински фронт
- генерал-лейтенант Владимир Стойчев – командващ Първа българска армия, от 1 декември 1944 до 15 август 1945 г
- генерал Коста Над – командващ Трета югославска армия, 1945 г.
- генерал Милан Заич – помощник-командир на Трета югославска армия, 1945 г.